# 新幾內亞孔唇鰻鯰
新幾內亞孔唇鰻鯰，為輻鰭魚綱鯰形目鰻鯰科的其中一種，分布於新幾內亞的淡水水域，體長可達24公分，生活在流動緩慢、植被生長的湖泊、沼澤，為底棲性魚類，屬肉食性，生活習性不明。

## 擴展閱讀
維基物種上的相關：新幾內亞孔唇鰻鯰